# Gary C.B. Poore
Gary C.B. Poore, född 1944, är en australisk zoolog som är inriktad på ostrakodologi och karcinologi.
Auktorsnamnet Poore kan användas för Gary C.B. Poore i samband med ett vetenskapligt namn inom zoologin; se Wikipedia-artiklar som länkar till auktorsnamnet.